# Tigeriller
Tigeriller (Vormela peregusna) är ett rovdjur i familjen mårddjur som förekommer i Östeuropa, Sydvästasien och Centralasien. Djuret har en påfallande mönstring på pälsen, som har givit arten dess namn. Tigerillern är ensam i släktet Vormela.
Släktnamnet är det tyska ordet Würmlein (liten mask/tummeliten) i en latinsk form.

## Utseende
Med en kroppslängd av 29 till 38 cm och en svanslängd av 15 till 22 cm är denna art lite mindre än den vanliga illern eller stäppillern men liknar dessa djur i kroppens uppbyggnad. Full utvecklade tigerillrar väger mellan 370 och 710 gram. I motsats till flera närbesläktade arter är hanar och honor av tigeriller nästan lika stora. Djuret har en långsträckt smal kropp och korta extremiteter. Pälsen har på ovansidan en brun grundfärg som är täckt av flera gula eller vita fläckar eller strimmor. Dessa fläckar kan vara sammanlänkade. På buken är tigerillern mörkbrun till svart. Ansiktet har en markant svart-vit mönstring med ett svart band tvärs över ögonen. Öronen är jämförelsevis stora och den yviga svansen har en svart spets.
Fem par spenar förekommer hos honor.

## Utbredning och habitat
Tigerillern förekommer i Östeuropa och Asien. Utbredningsområdet sträcker sig från Balkanhalvön och Sydvästasien (undantaget Arabiska halvön) över södra Ryssland och Centralasien till norra Kina och Mongoliet. Arten lever i torra regioner utan träd som stäpper, gräsmarker, öken och halvöken. Ibland har individer iakttagits i bergsregioner upp till 2100 meter över havet. I enskilda fall förekommer de även i parker, vinodlingar eller till och med boplatser.

## Levnadssätt
Angående levnadssättet finns stora likheter mellan tigeriller och stäppiller. De är huvudsakligen aktiva under gryningen eller på natten men kan vara aktiva på dagen. De vilar i lyor som de grävt själva eller i bon som byggts av andra djur. Utanför parningstiden lever varje individ ensam. Varje djur har ett territorium men området överlappar ibland med revir av andra artfränder. Sociala kontakter mellan dessa tigerillrar förekommer bara sällan.
Arten kan klättra i träd och annan växtlighet.
När tigerillrar känner sig hotade reses kroppshåret och djuret höjer svansen. De visar även tänderna. Pälsens färg ska varna möjliga fiender. Dessutom har de förmåga att spruta en illaluktande vätska från sina analkörtlar.

### Föda
Tigerillrar jagar tidvis på marken där de ibland riktar upp sig för att få en bättre översyn och i träd. Huvudsakligen jagar de däremot i underjordiska tunnlar och bon av olika gnagare. Byten utgörs väsentligen av ökenråttor, sorkar, sislar och andra ekorrartade gnagare eller hamstrar. Dessutom äter tigerillrar fåglar och andra mindre ryggradsdjur samt insekter.

### Fortplantning

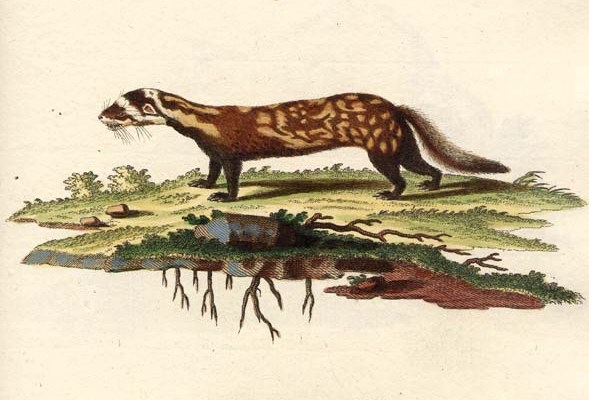
Tigeriller, teckning av Johann Christian Daniel von Schreber

Hos exemplar som hölls i fångenskap etablerade hannar och honor en hierarki. Kort före parningstiden blir de gula fläckarna hos dominanta hannar samt hos hannar som hölls ensam orange.
Mellan parningen och födelsen ligger upp till 11 månader men den egentliga dräktigheten är kortare på grund av att ägget vilar en tid efter befruktningen. En hona föder ett till åtta (i genomsnitt fyra eller fem) ungdjur åt gången. Dessa är små och blinda men växer snabbt och har redan en månad efter födelsen förmåga att äta fast föda. Ögonen öppnas efter cirka 40 dagar. Nyfödda honor är könsmogna redan efter tre månader men har först efter ett år förmåga att para sig. Om medellivslängden är lite känt. Enskilda djur i fångenskap har blivit elva år gamla.
Ungarnas uppfostring sker i en lya som fodras med gräs och löv. De vårdas bara av modern.

## Tigeriller och människan
Under 1900-talet minskade artens bestånd betydligt. Det berodde inte på jakt som hos flera andra mårddjur utan på förstörelsen av deras levnadsområde som omvandlades till jordbruksmark. Dessutom blev många gnagare förgiftade så att tigerillerns tillgång till föda minskade. Underarten V. p. peregusna som lever i Östeuropa listas som sårbar.
IUCN uppskattar att hela beståndet minskade med 30 procent under de gångna 10 åren (räknad från 2015) och listar tigerillern som sårbar (VU).
Det vetenskapliga släktnamnet är en latiniserad form av det gammaltyska ordet Wormlein (liten mask). Artepitet är den latiniserade formen av djurets ukrainska namn (pereguznya).